# レギーナ・ヴェーバー
レギーナ・ヴェーバー（Regina Weber、1963年4月12日 - ）は、ドイツの元新体操選手。

## 来歴

### 選手経歴
初めて参加した国際大会である1981年世界新体操選手権は総合順位10位だった。同大会の最高成績は1983年世界新体操選手権の8位。
初めて新体操が競技に正式採用されたロサンゼルスオリンピック (1984年)ではソ連・ブルガリア勢がメダルを独占すると思われていたが、東側諸国は軒並み同大会をボイコットしたため、トップ選手不在となった。同大会でヴェーバーは銅メダルを獲得した。
1981年から1986年にかけて、西ドイツ国内で開催された様々な新体操の大会で優勝した。
1987年世界新体操選手権で国際大会に復帰し12位で終えた。同年、引退を表明
。

### 私生活
サッカーセネガル代表選手のスレイマン・サネと結婚した。二人の間には3人の子どもがおり、そのうちの一人はサッカードイツ代表選手のレロイ・サネである。